# Bong AB
Bong AB är ett svenskt företag som bland annat tillverkar kuvert, presentpåsar och andra förpackningar. Bolaget grundades som bokbinderi i Lund av Carl Fredrik Bong 1737.  

## Historia
I början av 1900-talet började Bong tillverka kuvert. 1920 installerade fabriken sin första kuvertmaskin. Fabriken satsar nu främst på kuvertproduktion och växer under 1900-talet inom detta affärsområde. 1988 är företaget marknadsledande i Skandinavien och blir börsbolag på OTC listan (OMX) 1988. 1997 köper Bong AB Sture Ljungdahl då största tillverkaren av kuvert i Norden. Tre år senare  2000 inlemmas Wolf-Bauwen Group och företaget blir dubbelt så stort och blir störst inom kuvert i Europa. 2010 fusioneras Bong med Hamelin och växer ytterligare i storlek. Bong hade sedan verksamheter i flera europeiska länder.

### Förlusterna börjar 2013
Efter att ha ökat vinsten 2012 gjorde företaget en storförlust kvartalet efter 2013 på 47 miljoner kronor. En tredjedel av börsvärdet försvann. Bolaget tvingades ta upp ett nytt lån på 100 miljoner. Andra kvartalet 2013 blev förlusten 28 miljoner kronor. Företaget tvingades till en nyemission för att förbättra sin finansiella ställning. Teckningskursen i nyemissionen sattes till 1,80 kr per aktie och gav Bong 126  miljoner i nytt kapital. Bong fortsatte att blöda 2013 och tredje kvartalet slutade med 47 miljoner i förlust. Fjärde kvartalet gav 32 miljoner i förlust.

### Storägare och företagsledning i bolaget byts ut
Investmentbolaget Melker Schörling AB sålde sitt innehav på drygt 12% i Bong i februari 2014.Aktierna köps av Christian Paulsson som sedan äger 12 % av Bongs, drygt 19 miljoner aktier, i företaget. Förlusterna i bolaget fortsätter 2014 med 42 miljoner kronor första kvartalet.  Anders Davidsson, koncernchef avgick och ersattes av Stephane Hamelin, Bongs största aktieägare. Förlusterna fortsatte andra kvartalet 30 miljoner kronor i förlust andra kvartalet 2014 och tredje kvartalet 25 miljoner. Företaget drabbades också av böter från EU-kommissionen på 29 miljoner kronor. För fjärde kvartalet redovisades 67 miljoner i förlust delvis till följd av böterna. Första kvartalet 2015 förbättrades resultatet till 20 miljoner i förlust och den blev 19 miljoner nästföljande kvartal. Tredje kvartalet gav 12 miljoner i förlust och blev 15 miljoner sista kvartalet. Förlusterna fortsatte i början av 2016 men sista kvartalet redovisades en vinst på 28 miljoner. 2015 blev bolaget listat på Stockholmsbörsens Small Cap-lista eftersom företaget har dragits med ekonomiska svårigheter och värdet på aktien har sjunkit kraftigt sedan början av 2000-talet. 2018 vände förlusten i bolaget till vinst trots högre papperspriser.

### Omläggning av produktionen
Företagets produktion inriktas mera mot förpackningar då kuvertmarknaden krymper. i november 2019 omnämndes företaget som förpackningindustri i Dagens industri. Trots högre omsättning har företagets resultat inte haft en stabil utveckling utan mindre vinster har varvats med förluster. Den ökande digitaliseringen med färre brevförsändelser minskade företagets marknader. Från 2020 fokuserade Bong allt mera på lätta förpackningar för industri och e-handel. Bland deras varumärken finns ProPac. 2023 öppnade företaget egen butik online för att sälja direkt till kunderna. Bong fortsätter sin förvandling från kuvertföretag till producent av lätta förpackningar.